# Фрунзенский район (Москва)
Фрунзенский район (Москва) — бывший район в Москве.

## Описание
Здание райисполкома и РК КПСС находилось по адресу: улица Готвальда, дом 11. Район получил своё имя от М. В. Фрунзе.
Общая площадь 1548 гектаров. Площадь лесного массива 66 гектаров, воды 0,8 гектара. Количество людей на 1978 год равняется 180 тысяч.
Главные дороги: улицы Горького и Ленинградский проспект.

## История
Фрунзенский район создан в 1930 году. В 1930-е годы, во время Великой Отечественной войны и после неё Фрунзенским районом являлся район, который в 1960-е годы стал называться Ленинским (ныне район Кремля, Остоженки, Пречистенки и Хамовники). Такое название объяснялось нахождение в этом районе Академии им. М. В. Фрунзе (проезд Девичьего поля). Об этом также напоминают названия улиц: 1-я, 2-я и 3-я Фрунзенские. Во время ВОВ во Фрунзенском районе из рабочих этого района (завод «Каучук», Управление строительства Дворца Советов и др.), а также из студентов и преподавателей вузов (МГЛУ, МГПИ, медицинские институты) была сформирована 5-я дивизия народного ополчения (ДНО), в связи с чем в сквере МГЛУ (ул. Остоженка д. 38) был поставлен памятникам погибшим ополченцам. С начала 1960-х годов район носил имя Ленина и назывался Ленинский, так как территория Кремля и Красная площадь формально входили в Ленинский район. А Фрунзенским районом стал называться район на северо-западе Москвы.
В 1968 году расширен. Находился от проспекта Маркса, берущем начало в центре Москвы, до Чапаевского переулка, на северо-западе города.
История района тесно связана с историей революции. С 1905 года по 1907 год рабочие участвовали в революции. В 1917 году в Моссовете находился МВРК, здесь находился штаб вооружённого восстания. Здесь часто выступал В. И. Ленин. В здании сохранился его депутатский мандат.
В 1978 году площадь жилфонда 2112,2 тысячи метров квадратных, в местности располагалось 30 рабочих производств: Второй часовой завод, кондитерская фабрика «Большевик», производственное объединение «Ява»; Дом Союзов ВЦСПС, Госплан СССР, Государственный комитет СССР по науке и технике, ГлавАПУ, 60 научно исследовательских института, проектные организации и КБ: тракторный, вагоностроительный, кинофото, Институт нейрохирургии имени Бурденко, Онкологический институт, Институт гематологии и переливания крови; Центральный партийный архив Института марксизма-ленинизма, три вуза: Заочная высшая партийная школа, Автомобильно-дорожный институт, Школа-студия МХАТ имени Вл. И. Немировича-Данченко; 26 школ, 76 дошкольных образований, 5 больниц, 44 поликлиники, 120 продуктовых и 86 промышленных магазинов, культурно-просветительские организации: МХАТ, Музыкальный театр имени К. С. Станиславского и Вл. И. Немировича-Данченко, Театр имени М. Н. Ермоловой и др., Центральный музей Революции СССР, мемориальные музеи: Вл. И. Немировича-Данченко, Н. А. Островского, С. Т. Конёнкова; 4 кинотеатра, 14 ДК, 112 библиотек, стадион «Динамо», Дворец спорта ЦСКА, Дворец спорта «Крылья Советов», ипподром, Дворец тяжёлой атлетики.
В 1991 году упразднён.
В настоящее время территория бывшего Фрунзенского района входит в Центральный и Северный административные округа.